# Suceava
Suceava (nemško Suczawa, Sotschen, madžarsko Szucsáva, ukrajinsko in rusko Сучава/Sutschawa, poljsko Suczawa) je največje mesto in sedež okrožja Suceava, ki leži v zgodovinski regiji Bukovina v severovzhodni Romuniji. Od leta 1388 do 1565 je bila glavno mesto kneževine Moldavije.
Med letoma 1775 in 1918 je bilo mesto tretje največje v vojvodini Bukovina, ki je bila sestavni del avstrijskega cesarstva, pozneje Avstro-Ogrske, ki sta ga prekašali le mesti Črnovice (Cernăuți, Czernowitz, Černivci) in Rădăuți (Radautz) na severni strani. V tem obdobju je bila Suceava pomembno strateško trgovsko obmejno mesto v takratnem starem romunskem kraljestvu.
Po letu 1918 je Suceava skupaj s preostalo Bukovino postala del razširjene Kraljevine Romunije. Danes je to pomembno gospodarsko mestno središče romunske severovzhodne razvojne regije.

## Ime in etimologija
Moldavski kronist Grigore Ureche je domneval, da ime mesta izvira iz madžarske besede szűcsvár, ki jo sestavljata besedi szűcs (tesen) in vár ('grad'). Dimitrie Cantemir je v svojem delu Descriptio Moldaviae enako razlagal ime mesta, vendar pa za to ni niti zgodovinskih niti ljudskih dokazov. Po drugi teoriji ima mesto ime po istoimenski reki, ki naj bi bilo ukrajinskega oz. slovanskega izvora (Sučava) .
V stari nemščini je bilo mesto znano kot Sedschopff,  v sodobnih nemških virih ga je mogoče najti kot: Sotschen , Sutschawa ali Suczawa, v madžarščini kot Szucsáva, v poljščini kot Suczawa, v ukrajinščini kot Сучава, medtem ko je v jidišu שאָץ' (izgovorjeno [ʃɔts]).

## Zgodovina
Skoraj 200 let  (med letoma 1388 in 1565) je bila Suceava glavno mesto kneževine Moldavije in glavna rezidenca moldavskih knezov. Bila je bilo glavno mesto moldavskih dežel Štefana Velikega, ki je bil ključna oseba v romunski zgodovini. Leta 1504 je umrl v Suceavi. Med vlado Alexandruja Lăpuşneanuja je bil leta 1565 sedež premaknjen v Iași in Suceava ni bila več glavno mesto. Mihael Hrabri je leta 1600 zavzel mesto med  moldavsko vojno magnatov, ko je postal vladar Vlaške, Moldavije in Transilvanije, vendar je bil istega leta premagan.
Skupaj s preostalo Bukovino je bila Suceava pod vladavino habsburške monarhije (kasneje Avstro-Ogrske) od leta 1775 do 1918; meja habsburških območij je tekla jugovzhodno od mesta. Ob koncu prve svetovne vojne je postala del Velike Romunije.
V komunizmu je bila Suceava močno industrializirana. 

## Geografija
Mesto pokriva dve vrsti geografskih območij, hriboviti del (najvišji hrib je Zamca) in travnate doline reke Suceava. Edinstvena postavitev urbanega mesta vključuje dve naselji, Zamca in Șipote, ki sta znotraj mestnih meja. Burdujeni, ena od sosesk, je povezana s preostalim mestom z avenijo, zaradi česar se zdi, da je soseda ločeno satelitsko mesto.

## Demografija
Po popisu za leto 2011 ima Suceava 92.121 prebivalcev, kar je manj kot ob popisu 2002 (105.865). Je 23. največje mesto v Romuniji. Etnična sestava:
- Romuni: 98,3 %
- Romi: 0,7 %
- Ukrajinci: 0,3 %
- Nemci (bukovinski Nemci): 0,2 %
- Poljaki: 0,1 %
- Lipovci: 0,1 %
- drugo: 0,3 %

## Kultura

### Srednjeveška utrdba
V mestu je več srednjeveških ostankov, ki so tesno povezani z zgodovino Kneževine Moldavije. Najpomembnejša in najbolje ohranjena je srednjeveška utrdba (Cetatea de Scaun a Sucevei) ali citadela, srednjeveški grad, ki stoji na vzhodnem robu sodobnega mesta. Grad je bil zgrajen med vladanjem Petra II. Moldavskega (1375–1391), znanega tudi kot  Petru al II-lea Mușat, nato pa so ga  med vladavino Aleksandra I. (1400–1432) in Štefana Velikega (1457–1504) razširili in okrepili. Srednjeveški grad je bil del obrambnega sistema, zgrajenega v Moldaviji v poznem 14. stoletju zaradi osmanske nevarnosti. Bil je dovolj močan, da je leta 1476 zadržal napad osmanskega sultana  Mehmeda II. (osvajalca Konstantinopla).
Suceava je bila med letoma 1388 in 1565 glavno mesto nekdanje Kneževine Moldavije. Takrat je bil grad knežja rezidenca. Alexandru Lăpuşneanu je leta 1565 prenesel prestolnico v Iași, zato je grad izgubil pomen. Citadela je začela propadati. Leta 1675 je bila v obdobju vojvode Dumitrașca Cantacuzina utrjena, nato pa je bil grad več kot dve stoletji zapuščen. Konec 19. stoletja in v začetku 20. stoletja so ga pod pokroviteljstvom avstrijskega arhitekta Karla Adolfa Romstorferja obnovili in naredili arheološke raziskave. Med letoma 1961 in 1970 so bila izvedena druga obnovitvena in utrditvena dela. Letu 2013 so začeli uresničevati večji program rekonstrukcije, da bi gradu vrnili prvotno arhitekturo in obliko.
Utrdba je sestavljena iz dveh koncentričnih citadel. Notranja citadela, znana kot fortul mușatin, ima pravokotno obliko in teraso. Gradil jo je Petru Mușat konec 14. stoletja. V drugi polovici 15. stoletja je Štefan Veliki razširil strukturo, tako da je dodal še eno citadelo, ki ima krožno obliko in obdaja staro. Po letu 1476 so bile v zunanji citadeli dodane nove utrdbe. Celoten grad je obkrožen z velikim obrambnim jarkom. Današnja trdnjava je znamenitost Suceave in turistična zanimivost.

### Knežji dvor
Knežji dvor v Suceavi (Curtea Domnească din Suceava) je bil zgrajen in razvit v povezavi z utrdbo. V poznem 14. stoletju je vojvoda Petru Mușat zgradil knežjo hišo, leseno strukturo, ki je imela tudi klet. Po 1400 je kralj Aleksander I. obnovil leseno hišo in dodal okoliško steno iz kamna in kompleks zgradb, prav tako iz kamna. V drugi polovici 15. stoletja je knežji dvor močno prizadel požar, v katerem so lesene hiše popolnoma zgorele.
Štefan Veliki (1565–1504) je med svojim vladanjem obnovil celoten kompleks. Nova knežja hiša je bila zgrajena tokrat iz kamna, druge stavbe pa so bile razširjene. Vasile Lupu (1634–1653) je bil zadnji vladar Moldavije, ki je skrbel za knežji dvor. V njegovem času so obnovili kleti. Kompleks je bil opuščen konec 17. stoletja, postopoma pa so razstavili stavbe in zidove. Ostale so le ruševine in ostanki nekdanjih zgradb.
Razvaline nekdanjega srednjeveškega dvora so v središču mesta. V 14.–17. stoletju so v bližini zgradili več cerkev, ki stojijo še danes in privabljajo turiste.

### Trdnjava Șcheia
Na severozahodnem robu sodobnega mesta, na vrhu hriba, je še ena srednjeveška trdnjava Șcheia (Cetatea Șcheia) ali zahodna trdnjava Suceave (Cetatea de Apus a Sucevei). V primerjavi z utrdbo od trdnjave Șcheia ni ostalo nič drugega kot nekaj ruševin. Citadela je bila zgrajena med vladanjem Petra Muşate konec 14. stoletja, vendar je bila kratkotrajna, ker je bila razstavljena že v začetku 15. stoletja med vladavino Aleksandra I. Moldavskega. Trdnjava Șcheia je bila tudi del utrdbenega sistema, zgrajenega v Moldaviji konec 14. stoletja.

### Muzeji
Prvi muzej v Suceavi je bil odprt leta 1900 na pobudo nekaterih lokalnih intelektualcev. V začetku je bilo v njem le nekaj zbirk, ki so bile pridobljene po raziskavah in izkopavanjih srednjeveške utrdbe. Muzej se je sčasoma razširil in razvijal in postal pomembna kulturna ustanova, danes Bukovinski muzej (Muzeul Bucovinei). Ima več oddelkov in upravlja srednjeveško utrdbo, trdnjavo Șcheia in knežji dvor, lokalne muzeje (Muzejsko bukovinsko vas, zgodovinski muzej, muzej etnografije in naravoslovnih znanosti), spominske hiše Simiona Floree Mariana v Suceavi, Nicolaeja Labișa v Mălini, Eusebia Camilarja v Udești in Cipriana Porumbesca v Stupci in dve tradicionalni hiši v Solci in Bilci.
Najstarejši oddelek muzeja je zgodovinski muzej, ki je bil hrbtenica za oblikovanje muzeja okraja Suceava. Ta muzej predstavlja lokalno zgodovino Suceave in Moldavije v povezavi z romunsko zgodovino. Razstave zgodovinskega muzeja in pisarne Bukovinskega muzeja so v zgodovinski zgradbi v središču mesta. Stavba, ki je bila v medvojnem obdobju  prefektura okrožja Suceava, je bila zgrajena med letoma 1902 in 1903. Od leta 1968 je v njej zgodovinski muzej.  Leta 2014 se je začel uresničevati obsežen program modernizacije, obnove in širitve.
V zgodovinskem muzeju je rekonstrukcija prizora iz nekdanje utrdbe. Na prizorišču so predstavljeni nekateri pomembni ljudje iz zgodovine Moldavije, izdelani iz steklenih vlaken: Štefan Veliki (vladar Moldavije), Maria Voichița (njegova tretja žena), Bogdan III. Enooki (njegov sin in prestolonaslednik), uradniki tistega časa. Rekonstrukcija temelji na srednjeveških dokumentih, freskah in arheoloških raziskavah.
Muzejska bukovinska  vas (Muzeul Satului Bucovinean) je muzej na prostem, ki poudarja tradicionalno kulturno in arhitekturno dediščino Bukovine. Je v vzhodnem delu Suceave v bližini utrdbe. Ustanovljen je bil v sedemdesetih letih, razširili pa so ga po letu 1990. Muzej je zasnovan kot tradicionalna vas v Bukovini s hišami in različnimi objekti z etnografskih območij Rădăuți, Humor, Câmpulung Moldovenesc, Dorna in Fălticeni, kot so tudi vodni mlin in tradicionalna kovaška delavnica iz Mănăstiree v Humoruluiu, lončarska delavnica iz Marginee in ene od mnogih starih lesenih cerkva iz severa Moldavije: cerkev Marijinega vnebovzetja, romunska pravoslavna lesena cerkev, zgrajena leta 1783 v Vami, vasi v okrožju Suceava. Zvonik je tudi lesen iz leta 1787. Cerkev in zvonik sta bila premeščena leta 2001 in sta del muzeja.
Poleg muzeja na prostem  je še en muzej, ki predstavlja tradicionalno življenje v tem delu Romunije, etnografski muzej. Odprt je bil leta 1968 in vključuje stare zbirke in eksponate, ki so v srednjeveški gostilni iz središča Suceave, znane kot Knežje prenočišče v Suceavi (Hanul Domnesc din Suceava). Izhaja iz konca 16. stoletja in začetka 17. stoletja. Zgrajena je bila iz kamna in ima dve nadstropji in klet. Med avstrijsko vlado (1775–1918) je bila gostilna lovska koča za cesarsko družino. Od leta 1968 je v njej etnografski muzej. Je najstarejša civilna stavba v Suceavi, ki je čas ni resno prizadel in je ohranila svojo prvotno arhitekturo.
Muzej naravoslovnih znanosti je bil ustanovljen leta 1976/77 in je najnovejši muzej v Suceavi. Prikazuje rastlinstvo in živalstvo okolice. Redki eksponati in zbirke so v stari zgradbi, ki je v osrednjem parku mesta in je bila zgrajena med letoma 1811 in 1814. V preteklosti je bila šola za dečke.
Poleg vseh teh muzejev je tudi več spominskih hiš nekaterih pisateljev in umetnikov, rojenih na tem območju. Spominska hiša Simiona Floree Mariana (Casa memorială Simion Florea Marian) je edina v Suceavi, druge pa so v okolici. Spominska hiša je muzej. Odprt je bil leta 1974 v domu, v katerem je živel romunski duhovnik in pisatelj Simion Florea Marian od 1884 do 1907, ko je umrl. V muzeju je zbirka z več kot 10.000 knjigami, več kot 450 zbirkami revij in časopisov, od katerih je 150 iz Bukovine, rokopisi, pisma, kulturnozgodovinski dokumenti, stare fotografije. Pred spominsko hišo je majhen park s kipom, posvečenim pisatelju.

### Cerkve

#### Pravoslavne cerkve
Ena najpomembnejših kulturnih znamenitosti v Suceavi je samostan svetega Janeza, novega mučenika z veličastno cerkevijo svetega Jurija, zgrajeno med letoma 1514 in 1522. Gradnja se je začela med vladavino moldavskega vojvode Bogdana III. Enookega za bližnjo cerkvijo Mirăuți (zdaj metropolitanska stolnica Moldavije), ki je bila uničena leta 1513. Gradnjo je dopolnil Štefan IV.  (znan tudi kot Ştefăniță). Samostanska cerkev je bila metropolitanska stolnica Moldavije do leta 1677. Na zunanji strani so freske, značilne za regijo. Je ena od osmih cerkev, ki so na Unescovem seznamu kulturne dediščine. . Od leta 1991 je cerkev svetega Janeza stolnica nadškofije Suceava in Rădăuți. Sveti Janez, novi mučenik [13] je bil moldavski menih, ki je pridigal med turško zasedbo in je  nato umrl v kraju Cetatea Albă, današnjem Bilhorodu - Dnistrovskem v Ukrajini. Aleksander I. Moldavski je leta 1402 prinesel svoje relikvije v Suceavo.
Cerkev Mirăuți, posvečena svetemu Juriju, je najstarejša verska stavba v Suceavi, ki jo je v poznem 14. stoletju ustanovil moldavski knez Petru II.  v istem obdobju z utrdbo, ko je preselil prestolnico iz Sireta v Suceavo. Mirăuți je bila metropolitanska stolnica Moldavije med letoma 1402 in 1522, ko je bila končana cerkev svetega Janeza, novega mučenika. Leta 1402 so bile v cerkev iz kraja Cetatea Albă prenesene relikvije svetega Janeza, nato pa so jih leta 1589 spet prenesli v bližnjo samostansko cerkev vojvode Petra Lama. Ime Mirăuț je povezano s tem, da je bila to cerkev kronanj v Moldaviji do leta 1522. Štefan Veliki je bil tukaj okronan leta 1457. Po razpadu cerkve je bila v začetku 17. stoletja obnovljena, nato pa v 18. stoletju opuščena.
Cerkev svetega Dimitrija je ustanovil Peter IV. Rareș, vladar Moldavije (1527–1538, 1541–1546) in sin Štefana Velikega. Zgrajena je bil leta 1534/35 z zvonikom, ki ga je 1560/61 dodal Alexandru Lăpușneanu. Zvonik je visok 40 metrov in je najvišji zvonik v Suceavi. Na zunanji strani je bila poslikana s freskami, ki so še vedno vidne na eni stranski steni. Freske so bile nedavno obnovljene. Cerkev svetega Dimitrija je v bližini ruševin nekdanjega knežjega dvora v Suceavi.
Poleg tega je v bližini teh ruševin še ena stara cerkev. Cerkev svetega Janeza Krstnika (tudi Coconilor ali Domnițelor). Leta 1643 jo je ustanovil Vasile Lupu, vojvoda Moldavije, ki je vladal med letoma 1632 in 1653. Nima zunanjih fresk, zvonik, ki ima streho, povezano s streho nad cerkvijo, je nizek. Na začetku je bila cerkev kapela za knežji dvor.
Cerkev Jezusovega vstajenja (stoji v bližini svetega Janeza, novega mučenika) je iz leta 1551, ustanovila pa jo je Elena Rareș, žena vojvode Petra IV. Rareșa. Cerkev nima nobenega stolpa, arhitektura pa kaže mestni slog srednjega veka. Namesto zvonika ima posebno strukturo z zvonovi, arhitekturno obliko, ki se še posebej uporablja v ruski arhitekturi 14.–17. stoletja. Med habsburško zasedbo je bila v njej lokalna rimoskokatoliška skupnost, nato pa grška katoliška skupnost, vse do leta 1936 (Znana je tudi kot cerkev Vaskresenja ali Cerkev Elena Doamna.). 
Cerkev svetega Nikolaja (Prăjescu) je še ena verska stavba v Suceavi, ki ima srednjeveški moldavski arhitekturni slog. Sedanjo cerkev je leta 1611 ponovno zgradil zakladnik Nicoară Prăjescu med vlado Constantina Movile (1607–1611), ki je bila v svoji zgodovini nekropola za lokalne bojarje.
Med mestnim središčem in sosesko Ițcani na pobočjih, ki se spuščajo v dolino reke Suceava, je bila v prvi polovici 17. stoletja (1639) ustanovljena cerkev Marijinega vnebovzetja, druga stara romunska pravoslavna cerkev. Stoji tam, kjer že bil samostan Ițcani, ki je deloval do konca 18. stoletja. Danes je župnijska cerkev in ima zvonove, podobno kot cerkev Marijinega vstajenja v središču mesta.
V naselju Burdujeni, 4 km  severovzhodno od središča mesta, je Teodorjev samostan, ki ga je leta 1597 ustanovil lokalni bojar Teodor Movilă, starejši brat Ieremije Movile, vladarja Moldavije (1595–1600, 1600–1606). Ob njem je bila ustanovljena in razvita vasica Burdujeni (zdaj okrožje Suceava). Skupina zgradb vključuje cerkev Marijinega vstajenja, zvonik, bivalne prostore za nune in okoliško obzidje. Le 1 km severno od tega samostana, v starem okrožju Burdujeni, je cerkev svete Trojice, ki jo je leta 1851 ustanovil arhimandrit Filaret Scriban.
Cerkev svetega Križa v vasi Pătrăuți (nekaj kilometrov severozahodno od Ițcana) je leta 1487 ustanovil Štefan Veliki in je ena od moldavskih cerkev na Unescovem seznamu svetovne dediščine.
- Samostan v Suceviți (del Unescove dediščine)
- Cerkev svetega Dimitrija (1535)
- Cerkev Mirșuți (pozno 14. stoletje)
- Cerkev svetega Nikolaja (1611)

#### Nemške rimskokatoliške in evangeličanske cerkve
V pozni moderni dobi do sredine 20. stoletja je v Suceavi živela precejšnja nemška skupnost katoliške in protestanske vere glede na raznovrstno geografsko ozadje. Več verskih objektov je še danes mogoče najti v mestu in v soseski Ițcani.
- Cerkev svetega Janeza Nepomuka
- Cerkev svete Elizabete, Ițcani
- Cerkev svetih apostolov, Ițcani (zdaj pravoslavna)
- Evangeličanska cerkev

#### Armenske pravoslavne cerkve
Suceava je imela pomembno armensko skupnost, kar je še danes vidno po številnih verskih stavbah. Najlepši je samostan Zamca, utrjen kompleks zgradb, ki stoji na planoti v zahodnem delu sodobnega mesta. Zgrajen je bil med letoma 1551 in 1606, njegova cerkev pa je posvečena svetemu Aksentiju. Poleg cerkve je več stavb iz kamna in obrambno obzidje, ki obdaja celoten srednjeveški kompleks.
Med samostanom Zamca in mestnim središčem sta še dve armenski pravoslavni cerkvi. Cerkev svetega Simona (znana tudi kot cerkev Rdečega stolpa zaradi svojega zvonika) je bila ustanovljena leta 1513. Zvonik je bil zgrajen leta 1551. Cerkev ima v bližini staro armensko pokopališče in kapelico, ki je bila zgrajena leta 1902 (kapela Pruncul). Cerkev svetega Križa je bila ustanovljena leta 1521 in je bila v svoji zgodovini večkrat obnovljena. Armensko župnišče je v bližini cerkve skupaj s starimi nagrobnimi kamni.
Hagigadarski samostan je še en srednjeveški kompleks, ki so ga zgradili lokalni Armenci. Ustanovljen je bil leta 1512/13 in je na jugozahodni bližini mesta v dolini.
- Samostan Zamca (1551–1606)
- Cerkev svetega križa (1521)
- Cerkev svetega Simona, konec 19. stoletja,  lesorez, Rudolf Ruß
- Kapela Pruncul, vhod

### Spomeniki
V bližini trdnjave v parku Şipote-Cetate je konjeniški kip Štefana Velikega, ki ga je zasnoval in izdelal lokalni kipar Iftimie Bârleanu leta 1977. Spomenik je visok 23 metrov in je najvišji konjeniški kip v Romuniji. V središču mesta je tudi kip, posvečen Petru Mușatu, princu Moldavije med letoma 1375 in 1391.

### Pobratena mesta
Suceava je pobratena z mesti:
- Guizhou, Kitajska
- Haifa, Izrael
- Laval, Francija
- Sosnowiec, Poljska
- Črnovice, Ukrajina
- Phoenix, Arizona, ZDA